# 科普特禮天主教亞歷山大宗主教區
科普特禮天主教亞歷山大宗主教區（拉丁語：Patriarchatus Alexandrinus Coptorum）是埃及一個東儀天主教（科普特禮）宗主教區。下轄七個教區。
宗主教區成立於1741年，當時亞歷山大科普特正教會的耶路撒冷主教亞塔納修與羅馬教宗共融，科普特禮天主教會於焉成立。1824年8月15日自宗座代牧區升為宗主教區。
雖然宗主教區名義上位於亚历山大，但宗主教府實際位於首都開羅，座堂位於納西爾城。現任宗主教為易卜拉希姆·伊薩克·西德拉克。